# Rebecca Ruiz
Rebecca Ruiz (Lausana, Suiza, 4 de febrero de 1982) es una política hispanosuiza, miembro del Partido Socialista Suizo.

## Biografía
Hija de militantes socialistas españoles, Rebecca Ruiz pasó su infancia en Lausana antes de entrar en La Universidad de Lausana donde consiguió un diploma en ciencias sociales y un máster en ciencias criminales.
Durante sus estudios entró en el Partido Socialista y consiguió ser elegida concejala del ayuntamiento de Lausana en 2006. Presidió la sección del partido en Lausana entre 2008 y 2013. Consiguió la reelección municipal en 2011 pero abandonó su puesto en 2012 para entrar en el Parlamento regional del cantón de Vaud (Grand Conseil).

### Consejera nacional
En junio de 2014, dio el salto al Consejo Nacional en Berna. Está casada con el político socialista Benoît Gaillard. Participó en el Comité de Asuntos Jurídicos desde junio de 2014 hasta marzo de 2017. Desde esa fecha, ha sido miembro de la Comisión de Seguridad Social y Salud. También preside el Servicio de Pacientes de Suiza Occidental y la Asociación de Instituciones de Acción Social de habla Francesa y Ticinesa (ARTIAS). También es miembro de muchos comités de asociaciones y juntas de fundaciones activas en las áreas de cultura, social, vivienda, familia y bienestar infantil.
En 2017, fue parte del proyecto engag.ch, una plataforma para involucrar a los jóvenes en la política suiza.